# Джон Кордоба
Джон Кордоба (ісп. Jhon Córdoba, нар. 10 травня 1993, Істміна) — колумбійський футболіст, нападник клубу «Краснодар».

## Клубна кар'єра
Народився 10 травня 1993 року в місті Істміна. Вихованець футбольної школи клубу «Енвігадо». 9 жовтня 2010 року в матчі проти «Депортес Толіма» він дебютував у чемпіонаті Колумбії. В тому році Кордоба зіграв лише один матч. У наступному році він поступово став футболістом основи, взявши участь в 28 зустрічах, почавши 17 з них в стартовому складі. 29 вересня 2011 року в поєдинку проти «Ітагуї» Джон забив свій перший гол за клуб. 2 жовтня того ж року в матчі проти «Онсе Кальдас» Кордоба зробив дубль. Усього за рідний клуб взяв участь у 38 матчах чемпіонату.
8 липня 2012 року Кордоба підписав контракт з мексиканським клубом «Хагуарес Чьяпас». «Ягуари» в особі Джона бачили потенційну заміну своєму найкращому бомбардирові Джексону Мартінесу, який перейшов у «Порту». 21 липня в матчі проти «УАНЛ Тигрес» Кордоба дебютував у Лізі MX. 8 жовтня в поєдинку проти «Сан-Луїса» колумбійський нападник забив свій перший гол за клуб.
Після вражаючого сезону Кордоба був підписаний мексиканським клубом «Керетаро», який відразу віддав його в короткострокову оренду у клуб Ліги Ассенсо «Дорадос де Сіналоа». Він зіграв за нову команду лише один матч, після чого у вересні на правах річної оренди відправився в іспанський «Еспаньйол». 26 жовтня в поєдинку проти «Леванте» Кордоба дебютував у Ла Лізі, замінивши на початку другого тайму Сімау Саброзу. 30 листопада в матчі проти «Реал Сосьєдада» Джон забив свій перший гол за клуб з Барселони.
Після закінчення терміну оренди Кордоба на правах вільного агента перейшов в «Гранаду», підписавши контракт на п'ять років. 14 вересня в матчі проти «Вільярреала» він дебютував за нову команду. 20 вересня в поєдинку проти «Атлетіка» з Більбао Джон забив свій перший гол за «Гранаду». Влітку 2015 року Кордоба на правах оренди перейшов у німецький «Майнц 05». 20 лютого 2016 року в матчі проти «Гоффенгайма» він забив свій перший гол за новий клуб у Бундеслізі. По завершенні орендної угоди Кордоба за 5 млн. євро перейшов у клуб на повноцінній основі, підписавши чотирирічний контракт.
Влітку 2017 року Кордоба перейшов у «Кельн», підписавши контракт на 4 роки. Сума трансферу склала 15 млн. євро. 20 серпня в матчі проти «Боруссії» з Менхенгладбаха він дебютував за нову команду. Станом на 20 квітня 2018 року відіграв за кельнський клуб 15 матчів в національному чемпіонаті.

## Виступи за збірну
2013 року залучався до складу молодіжної збірної Колумбії. На молодіжному рівні зіграв у 17 офіційних матчах, забив 6 голів.
На початку 2013 року в складі збірної до 20 років Кордоба став переможцем молодіжного чемпіонату Південної Америки у Аргентині. На турнірі він зіграв у матчах проти збірних Чилі, Болівії, Еквадору, Уругваю, Перу і двічі Парагваю. В поєдинках проти парагвайців, уругвайців і болівійців Джон забив чотири голи.
Влітку того ж року Кордоба взяв участь у молодіжному чемпіонаті світу у Туреччині. На турнірі він зіграв у матчах проти команд Австралії, Туреччини, Сальвадору та Північної Кореї. В поєдинках проти австралійців і сальвадорців Джон забив два голи.

## Особисте життя
Син відомого у минулому колумбійського футболіста, Мануеля Кордоби.

## Титули і досягнення
- Чемпіон Росії (1):

«Краснодар»: 2024-25
Збірні
- Чемпіон Південної Америки (U-20): 2013